# オレアン
オレアン（olean）は、天然物の一つでありスピロケタール構造を持つ有機化合物。
オリーブミバエ（Bactrocera oleae L.）の性フェロモンであり、2つのエナンチオマー、(R)-オレアンと(S)-オレアンとして存在する（軸不斉を参照）。オレアンの両鏡像異性体は森謙治らによって1985年に初めて不斉合成され、これらの両エナンチオマーを使って活性が研究された。(R)-体が雄に効果を示すのに対して、鏡像体の (S)-体は効果がない。雌はラセミ体（(R)-オレアンと(S)-オレアンの1対1の混合物）を生産する。雌は (S)-体に反応するため、このラセミ混合物は雄と生産者の雌自身を刺激する。

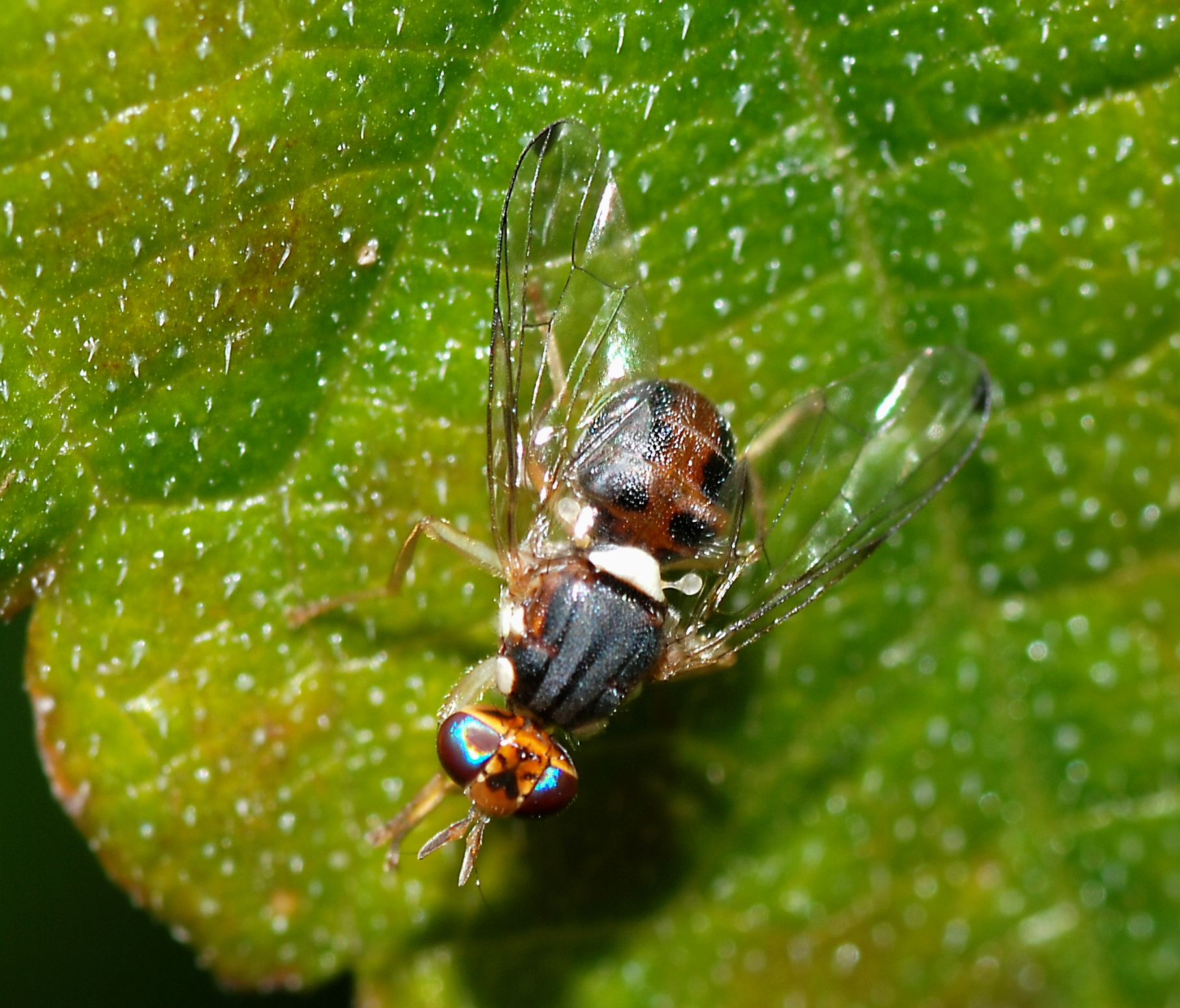
オリーブミバエ (Bactrocera oleae L.)

2012年にはキラルなブレンステッド酸を使った不斉合成も報告されている。